# Marasmodes
Marasmodes es un género de plantas pertenecientes a la familia Asteraceae. Comprende 6 especies descritas y solo 4 aceptadas.

## Taxonomía
El género fue descrito por Augustin Pyrame de Candolle y publicado en Prodromus Systematis Naturalis Regni Vegetabilis 6: 136. 1837[1838].

## Especies aceptadas
A continuación se brinda un listado de las especies del género Marasmodes aceptadas hasta junio de 2012, ordenadas alfabéticamente. Para cada una se indica el nombre binomial seguido del autor, abreviado según las convenciones y usos:
- Marasmodes dummeri Bolus ex Hutch.
- Marasmodes oligocephalus DC.
- Marasmodes polycephala DC.
- Marasmodes undulata Compton